# Henry Laureys
Henry Laureys, né le 3 octobre 1882 à Lierre (Belgique) et mort en 1958 à Montréal, est un professeur et écrivain belgo-canadien. Il est un des pionniers de l'enseignement commercial supérieur au Québec.

## Biographie
Jean François Léon Henry Laureys, né le 3 octobre 1882 à Lierre, est le fils de François Laureys, télégraphiste, et de Jeanne Léonie Verdeyen. D'origine flamande, il parle couramment le néerlandais et le français. Son père est bruxellois et sa mère est originaire de Louvain. Le métier de son père l'amène à déménager régulièrement en Belgique : à Lierre, Arlon, Ostende et Charleroi.
Il fait ses études en sciences commerciales à l'Université de Louvain. En 1906, il obtient son diplôme de docteur en sciences commerciales (honoris causa) de l'Université de Louvain. De 1906 à 1910, il est professeur en géographie économique sur le navire-école belge, L'Avenir. 
En 1911, Il est invité par Auguste-Joseph de Bray, directeur belge de l'École des hautes études commerciales de Montréal, à occuper la chaire de professeur de géographie économique.
Le 18 mai 1912, Henry Laureys épouse Ludivine Tanguay à Natashquan au Québec. Ils ont deux fils et une fille.
En 1914, il est naturalisé Canadien.
En 1916, il devient directeur de l'École, poste qu'il occupera jusqu'en 1938. Durant son passage à la direction, il engagera des professeurs prestigieux tels qu'Édouard Montpetit, Lionel Groulx, Victor Doré, Jean Désy, Victor Barbeau et Gérard Parizeau.
En 1920, il est nommé par le gouvernement canadien directeur général de l'enseignement technique au Québec.
Il a été président de la Chambre de commerce de Montréal et de la Chambre de commerce belge.
En 1940, il est nommé haut-commissaire du Canada en Afrique du sud. Il est ensuite nommé ambassadeur au Pérou jusqu'en 1947 puis à Copenhague responsable pour le Danemark et la Norvège.

## Publication
- La Conquête des Marchés extérieurs, Bibliothèque de l’Action Française. 1927.

## Distinctions
- 1927 : Prix David.
- 1945 : Docteur honoris causa en sciences commerciales à l'Université de Montréal en 1945.
- Chevalier de la Légion d'honneur en 1925.